# Alnö IF
Alnö IF Fotboll er en svensk fodboldklub fra Alnön ved Sundsvall. Klubbens damehold har spillet 7 sæsoner i den bedste række. 

## Kendte spillere
- Mathias Florén
- Andreas Yngvesson
- Tina Nordlund

| Fodbold | Spire Denne artikel om en fodboldklub er en spire som bør udbygges. Du er velkommen til at hjælpe Wikipedia ved at udvide den. |